# 시인 목록
아래는 국제적으로 저명한 시인 목록이다.

## A-Z
- C. S. 루이스
- D. H. 로런스
- G. K. 체스터턴
- T. E. 흄
- T. S. 엘리엇
- W. E. B. 두 보이스
- W. H. 오든
- W. S. 길버트

## ㄱ
- 가도 (당나라)
- 가브리엘라 미스트랄
- 가브리엘레 단눈치오
- 가이우스 루킬리우스
- 거트루드 스타인
- 게르하르트 하웁트만
- 게오르크 뷔히너
- 게오르크 트라클
- 고바야시 잇사
- 고트홀트 에프라임 레싱
- 구양수
- 굴원
- 귄터 그라스
- 기욤 9세 다키텐 공작
- 기욤 아폴리네르

## ㄴ
- 나나크
- 나쓰메 소세키
- 낙빈왕
- 넬리 작스
- 노발리스
- 노자
- 니자미
- 니콜라스 그룬트비
- 닉 케이브

## ㄷ
- 다이앤 애커먼
- 닥터 수스
- 단테 가브리엘 로세티
- 단테 알리기에리
- 데릭 월컷
- 데키무스 유니우스 유베날리스
- 도로시 파커
- 도시테이 오브라도비치
- 도연명
- 두목
- 두보
- 디트리히 본회퍼
- 딜런 토머스

## ㄹ
- 라빈드라나트 타고르
- 라이너 마리아 릴케
- 라이언 애덤스
- 랠프 월도 에머슨
- 랭스턴 휴스
- 러디어드 키플링
- 레너드 코헨
- 레미 드 구르몽
- 레오폴 세다르 상고르
- 레지나 데리예프
- 로도스의 아폴로니오스
- 로런스 더럴
- 로버트 루이스 스티븐슨
- 로버트 번스
- 로버트 브라우닝
- 로버트 사우디
- 로버트 콘퀘스트
- 로버트 펜 워런
- 로버트 프로스트
- 로트레아몽 백작
- 로페 데 베가
- 루도비코 아리오스토
- 루미
- 루벤 다리오
- 루이 아라공
- 루이스 데 공고라
- 루이스 드 카몽이스
- 루이스 캐럴
- 루카누스
- 루크레티우스
- 루트비히 아힘 폰 아르님
- 루트비히 티크

## ㅁ
- 마거릿 애트우드
- 마르쿠스 마닐리우스
- 마르티알리스
- 마르틴 발저
- 마리나 츠베타예바
- 마리우 지 안드라지
- 마사오카 시키
- 마쓰오 바쇼
- 마야 앤절로
- 마테오 마리아 보이아르도
- 마티아스 클라우디우스
- 막스 에른스트
- 매슈 아널드
- 매요신
- 맹호연
- 몰리에르
- 무하마드 이크발
- 미겔 데 우나무노
- 미라 바이
- 미켈란젤로 부오나로티
- 미하엘 엔데
- 미하이 에미네스쿠
- 미하일 레르몬토프

## ㅂ
- 바첼 린지
- 바킬리데스
- 박용래
- 밥 딜런
- 백거이
- 버기 줄러
- 베르길리우스
- 베르톨트 브레히트
- 베티나 폰 아르님
- 벤 존슨 (문학가)
- 보리스 파스테르나크
- 볼테르
- 볼프람 폰 에셴바흐
- 브야사
- 블라디미르 나보코프
- 블라디미르 마야콥스키
- 블레즈 상드라르
- 비고 모텐슨
- 비센테 알레익산드레
- 비스와바 심보르스카
- 빅토르 위고

## ㅅ
- 사디
- 사뮈엘 베케트
- 사포 (시인)
- 살바토레 콰시모도
- 새뮤얼 존슨
- 새뮤얼 테일러 콜리지
- 샤를 1세 도를레앙 공작
- 샤를 보들레르
- 샬럿 브론테
- 세르게이 예세닌
- 셰이머스 히니
- 셸 실버스타인
- 소식 (북송)
- 소포클레스
- 쇠렌 키르케고르
- 쉬즈모
- 쉴라 머피
- 쉴레이만 1세
- 슈테판 게오르게
- 스타티우스
- 스테판 말라르메
- 스티븐 스펜더
- 스티븐 크레인
- 시그프리드 서순
- 신기질
- 실비아 플래스
- 십자가의 요한

## ㅇ
- 아나톨 프랑스
- 아네테 폰 드로스테휠스호프
- 아담 미츠키에비치
- 아담 자가예프스키
- 아르킬로코스
- 아르투어 슈니츨러
- 아르튀르 랭보
- 아리스토파네스
- 아미르 호스로우
- 아미리 바라카
- 아서 매컨
- 아서 시먼즈
- 아우소니우스
- 아이스킬로스
- 아카조메 에몬
- 안나 아흐마토바
- 안드레이 벨리
- 안드레이 보즈네센스키
- 알레산드로 만초니
- 알레이스터 크롤리
- 알렉산더 포프
- 알렉산드르 블로크
- 알렉산드르 푸시킨
- 알퐁스 드 라마르틴
- 알프레드 드 뮈세
- 알프레드 드 비니
- 앙드레 브르통
- 앙토냉 아르토
- 앤 브론테
- 앤드루 마벌
- 앨런 긴즈버그
- 앨리스 워커
- 앨저넌 찰스 스윈번
- 앨프리드 테니슨
- 야로슬라프 사이페르트
- 얀 네루다
- 얀 코하노프스키
- 양카 쿠팔라
- 어디 엔드레
- 에길 스칼라그림손
- 에두아르트 뫼리케
- 에드거 앨런 포
- 에드나 세인트 빈센트 밀레이
- 에드먼드 스펜서
- 에디스 시트웰
- 에른스트 모리츠 아른트
- 에리히 케스트너
- 에밀리 디킨슨
- 에밀리 브론테
- 에우리피데스
- 에우제니오 몬탈레
- 에즈라 파운드
- 엔니우스
- 엘리자베스 비숍
- 엘윈 브룩스 화이트
- 예브게니 옙투셴코
- 오그덴 나시
- 오디세아스 엘리티스
- 오마르 하이얌
- 오비디우스
- 오스카 와일드
- 옥타비오 파스
- 올더스 헉슬리
- 올리버 웬들 홈스
- 와스
- 왕유
- 요르기오스 세페리스
- 요사 부손
- 요사노 아키코
- 요제프 슈테판
- 요제프 폰 아이헨도르프 남작
- 요한 고트프리트 헤르더
- 요한 루드비그 루네베리
- 요한 볼프강 폰 괴테
- 우고 포스콜로
- 울리히 츠빙글리
- 원매 (청나라)
- 원이둬
- 월레 소잉카
- 월리스 스티븐스
- 월터 롤리
- 월터 스콧
- 월트 휘트먼
- 웬들 베리
- 위응물
- 윌리엄 S. 버로스
- 윌리엄 모리스
- 윌리엄 버틀러 예이츠
- 윌리엄 블레이크
- 윌리엄 서로이언
- 윌리엄 셰익스피어
- 윌리엄 워즈워스
- 윌리엄 카를로스 윌리엄스
- 윌리엄 헨리 데이비스
- 윌프레드 오언
- 육유
- 율리우시 스워바츠키
- 응우옌주
- 이래즈머스 다윈
- 이반 바조프
- 이반 부닌
- 이백
- 이상은 (당나라)
- 이욱
- 이청조

## ㅈ
- 자코모 레오파르디
- 자크 프레베르
- 잠바티스타 마리노
- 장 드 라 퐁텐
- 장 라신
- 장 아르프
- 장 콕토
- 장 프루아사르
- 잭 케루악
- 제라르 드 네르발
- 제임스 1세 (스코틀랜드)
- 제임스 1세 (잉글랜드)
- 제임스 러셀 로웰
- 제임스 에이버리 (배우)
- 제임스 에이지
- 제임스 조이스
- 제프리 초서
- 조너선 스위프트
- 조르주 셰아데
- 조반니 보카치오
- 조반니 파스콜리
- 조비
- 조수에 카르두치
- 조식 (조위)
- 조조
- 조지 고든 바이런
- 조지 메러디스
- 조지 엘리엇
- 조지프 브로드스키
- 조지프 애디슨
- 존 게이
- 존 던
- 존 드라이든
- 존 릴리 (작가)
- 존 맥크래
- 존 메이스필드
- 존 밀링턴 싱
- 존 밀턴
- 존 베처먼
- 존 업다이크
- 존 웨인 (문학가)
- 존 웹스터
- 존 키츠
- 존 플레처
- 존 헨리 뉴먼
- 주나 반스
- 주세페 운가레티
- 질 알렉산더 에스바움
- 짐 모리슨
- 짐 캐럴

## ㅊ
- 찰스 램
- 찰스 부코스키
- 찰스 웨슬리
- 체사레 파베세
- 체스와프 미워시
- 최치원

## ㅋ
- 카비르
- 카툴루스
- 칼 샌드버그
- 칼리다사
- 칼리마코스
- 칼릴 지브란
- 컬로처이 칼만
- 케오스의 시모니데스
- 켄드릭 라마
- 크레티앵 드 트루아
- 크리스타 볼프
- 크리스토퍼 말로
- 클레망 마로
- 클레멘스 브렌타노
- 킹즐리 에이미스

## ㅌ
- 타데우시 루제비치
- 타라스 셰우첸코
- 탈리에신
- 터누 트루베츠키
- 테드 휴스
- 테오도어 슈토름
- 테오도어 폰타네
- 테오크리토스
- 테오필 고티에
- 토르콰토 타소
- 토마스 킹고
- 토머스 맬러리
- 토머스 머턴
- 토머스 채터턴
- 토머스 하디
- 투팍 샤커
- 툴시다스
- 트리스탕 차라
- 티불루스

## ㅍ
- 파블로 네루다
- 파울 첼란
- 패트릭 피어스
- 패티 스미스
- 팬 놀리
- 퍼시 비시 셸리
- 페데리코 가르시아 로르카
- 페드로 칼데론 데 라 바르카
- 페르난두 페소아
- 페트코 슬라베이코프
- 펜초 슬라베이코프
- 폴 로런스 던바
- 폴 발레리
- 폴 베를렌
- 폴 엘뤼아르
- 폴 오스터
- 폴 클로델
- 표도르 튜체프
- 퓌줄리
- 프란체 프레셰렌
- 프란체스코 페트라르카
- 프란츠 그릴파르처
- 프란츠 베르펠
- 프랑수아 비용
- 프랜시스 보몬트
- 프랜시스 콘퍼드
- 프로페르티우스
- 프리드리히 고틀리프 클로프슈토크
- 프리드리히 니체
- 프리드리히 실러
- 프리드리히 횔덜린
- 피르다우시
- 피에르 드 롱사르
- 피트 도허티
- 핀다로스

## ㅎ
- 하뤼 마르틴손
- 하인리히 뵐
- 하인리히 하이네
- 하피즈
- 한스 마그누스 엔첸스베르거
- 한스 크리스티안 안데르센
- 한유
- 허먼 멜빌
- 헤로다스
- 헤르만 헤세
- 헤시오도스
- 헨리 데이비드 소로
- 헨리 워즈워스 롱펠로
- 헨리 필딩
- 헨리크 입센
- 호라티우스
- 호르헤 기옌
- 호르헤 루이스 보르헤스
- 호메로스
- 호세 마르티
- 호쑤언흐엉
- 후고 폰 호프만스탈
- 흐리스토 보테프
- 힐다 둘리틀
- 힐레어 벨럭